# Mieścisko
Mieścisko (niem. Markstädt) – miasto w Polsce położone w województwie wielkopolskim, w powiecie wągrowieckim, siedziba miejsko-wiejskiej gminy Mieścisko. Leży nad rzeką Wełną.
Mieścisko uzyskało lokację miejską 24 czerwca 1474. Jako Miasto królewskie należące do starostwa mieściskiego znajdowało się pod koniec XVI wieku w powiecie gnieźnieńskim województwa kaliskiego. Zdegradowane do rangi wsi 13 czerwca 1934 w związku z reformą administracyjną II RP, stając się przejściowo wiejską gminą jednostkową. 1 sierpnia 1934 weszło w skład nowo utworzonej zbiorowej gminy Mieścisko w powiecie wągrowieckim, w której to granicach stało się gromadą (ówczesny odpowiednik sołectwa). W latach 1934–1954 siedziba wiejskiej gminy Mieścisko, 1954–1972 gromady Mieścisko, a od 1973 reaktywowanej gminy Mieścisko. W latach 1975–1998 należało administracyjnie do województwa poznańskiego. 1 stycznia 2024 odzyskało status miasta.
W Mieścisku działa szkoła podstawowa i przedszkole, biblioteka publiczna, kino, a także przychodnia lekarzy rodzinnych, apteka, poczta, policja oraz kilkanaście punktów handlowych i gastronomicznych. Mieścisku swoją siedzibę ma jeden z największych rodzimych producentów kosmetyków, chemii gospodarczej i opakowań z tworzyw sztucznych, firma Serpol Cosmetics, jeden z największych pracodawców w regionie. Na terenie Mieściska znajduje się nieczynna już stacja kolejowa.

## Historia
24 czerwca 1474 roku król Kazimierz IV Jagiellończyk nadał Mieścisku prawo magdeburskie. Było ono potwierdzane przez królów: Stefana Batorego (12 stycznia 1578 roku), Jana II Kazimierza (9 lutego 1668 roku), Jana III Sobieskiego (7 czerwca 1681 roku) oraz Augusta II Sasa (26 stycznia 1716 roku). W 1934 roku Mieścisku odebrano prawa miejskie, które ponownie uzyskało z dniem 1 stycznia 2024 roku.

## Zabytki
- kościół pw. św. Michała Archanioła z 1875-1876 roku
- zespół zabudowań z XIX/XX wieku

## Galeria

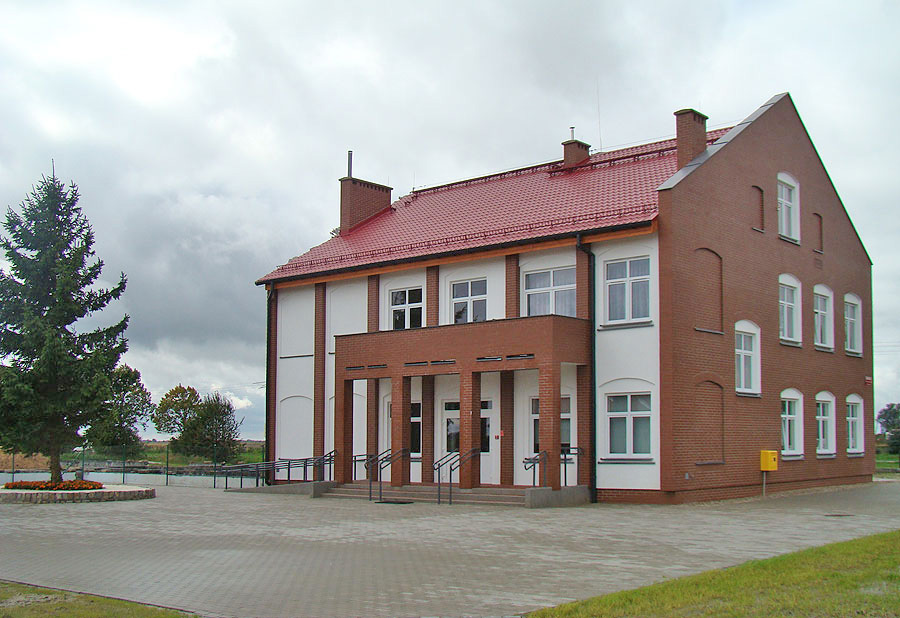
Budynek Gimnazjum im. Powstańców Wielkopolskich w Mieścisku
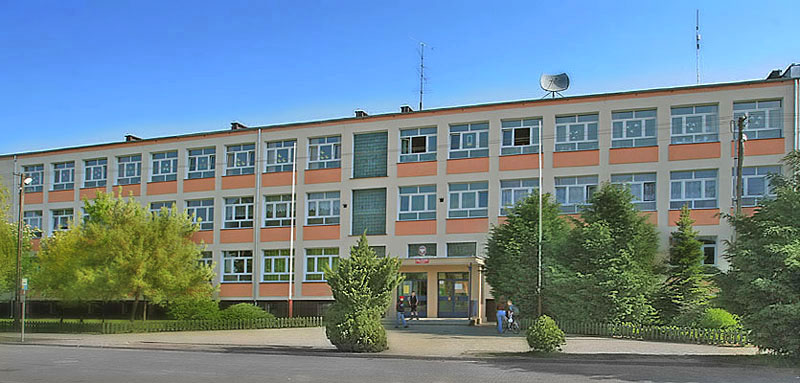
Budynek Szkoły Podstawowej im. Stefana Czarnieckiego w Mieścisku
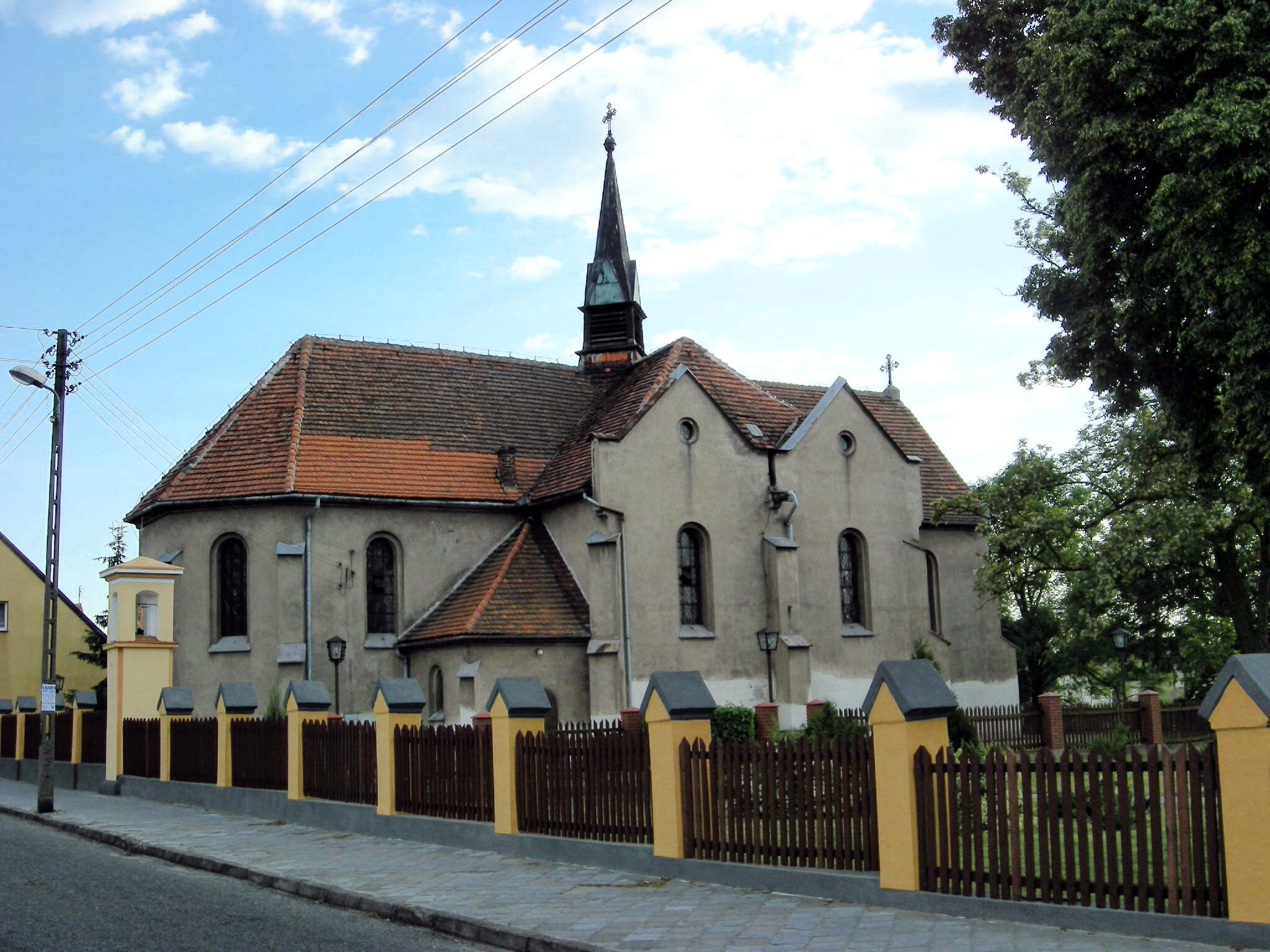
Kościół św. Michała Archanioła w Mieścisku